# Magyarország müncheni főkonzulátusa
Magyarország müncheni főkonzulátusa (németül: Generalkonsulat von Ungarn, München) Magyarország régi konzulátusainak egyike: 1922-ben nyílt Bajorország fővárosában. A Mauerkircherstrasse 1A. alatti épületet 2017-ben vásárolta meg a magyar állam, korábban a Vollmannstr. 2. alatt működött a képviselet. A főkonzul 2015 óta Tordai-Lejkó Gábor.

## Története
Münchenben már az Osztrák–Magyar Monarchia idején is működött konzulátus, ami azonban a monarchia felbomlása után osztrák kézen maradt. Magyar királyi konzulátus csak 1922 májusában nyílt Münchenben a Schönfeld Strasse 32. szám alatt Velics László konzul vezetésével. Mivel Németország mindig kiemelt fontosságú volt a magyar–német kapcsolatokban, a konzulátust 1932-ben főkonzulátussá szervezték át, vezetője - főkonzulként - továbbra is Velics László maradt. Az intézmény - különösen Magyarország német orientációjának és fasizálódásának okán - a második világháború végéig kiemelt fontosságú volt a konzuli hálózaton belül.
A világháborút követően a főkonzulátus nem nyitott ki újra, München Nyugat-Németország része lett, amellyel csak 1973-ban létesült diplomáciai kapcsolat. Egy 1989-ben született kormányközi megállapodás alapján Magyarország Münchenben, a Német Szövetségi Köztársaság pedig Pécsen nyitott főkonzulátust. A megnyitókra már a rendszerváltozás után került sor: a müncheni főkonzulátus 1990. július 11-én Gresznáryk Pál vezetésével, a pécsi pedig Hans Rehfeld irányításával 1990. november 12-én kezdte meg működését.

## Működése
München jelentőségét az adja, hogy ez a tartományi székhely esik földrajzilag legközelebb Magyarországhoz. A rendszerváltást követő újranyitás szempontjából fontos érv volt - mint Antall József nyilatkozta - München nagyon sok magyar menekültet fogadott be, s így az emigráció fővárosává vált. 2019-ben a képviselet konzuli kerülete kizárólag Bajorország tartományra korlátozódott.